# Sarolta Zalatnay

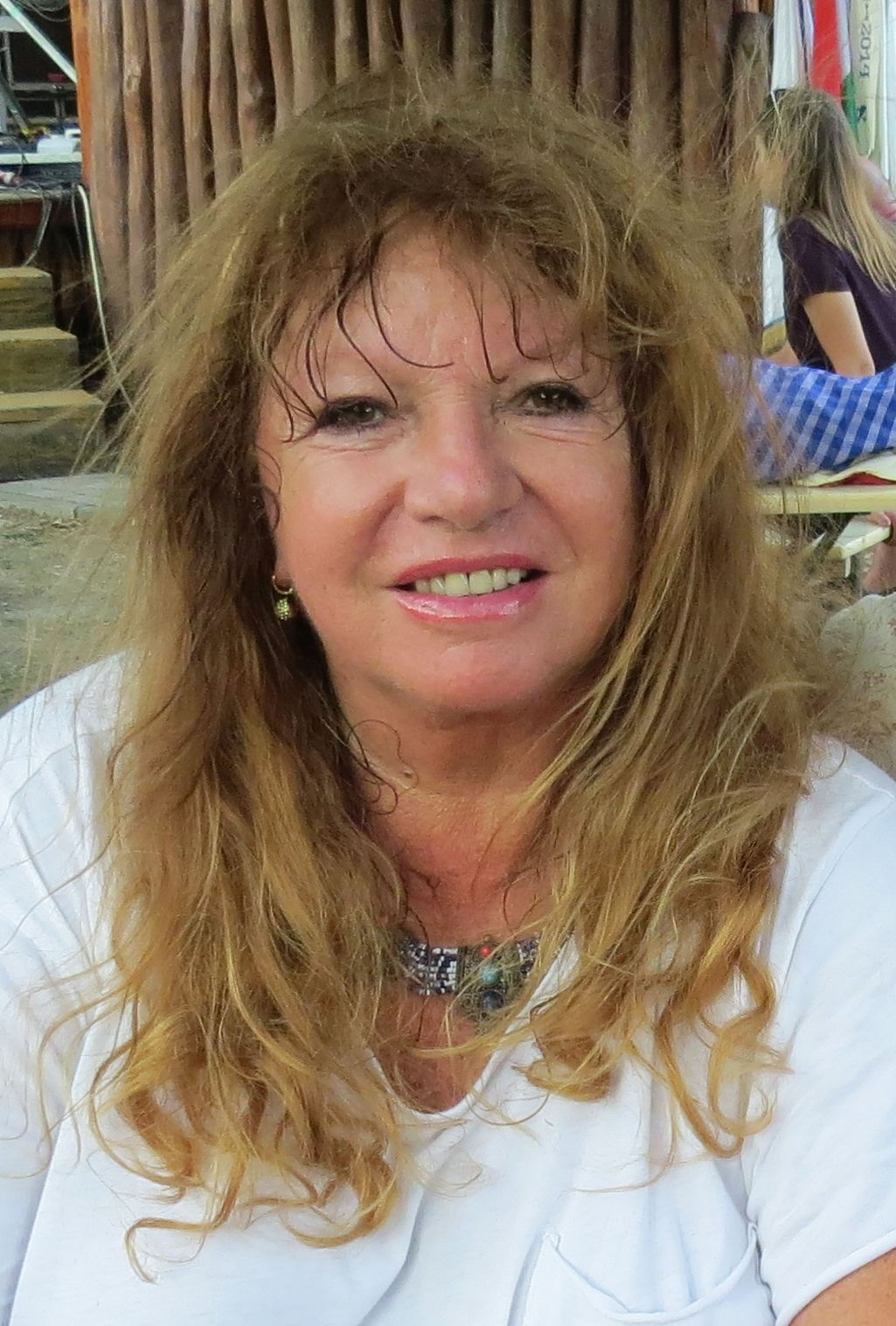
Sarolta Zalatnay (2018)

Sarolta Zalatnay (anhörenⓘ * 14. Dezember 1947 in Budapest; geboren als Charlotte Zacher, gelegentlich Cini genannt) ist eine ungarische Sängerin, Schauspielerin und Schriftstellerin. Sie singt Beatmusik, Popmusik, Rock, Blues, Gospel und Schlager.

## Leben
Saroltas Eltern sind Tibor Karl Zacher und Sarolta Etelka Irma Mikuscsák. Die Familie magyarisierte ihren Namen in Folge des Zweiten Weltkrieges kurz nach der Geburt der Tochter, so dass Charlotte Zacher zu Sarolta Zalatnay wurde. Sie hatte ihren ersten Bühnenauftritt 1963. Eigentlich sollte sie als Opernsängerin ausgebildet werden, eine Mandeloperation veränderte jedoch dauerhaft ihre Stimme. Sarolta Zalatnay war 1964/65 Sängerin der bekannten ungarischen Band Bergendy. 1966 gewann sie den zweiten Platz im Gesangswettbewerb Táncdalfesztivál des Ungarischen Fernsehens mit dem Lied Hol jár az eszem? (deutsch: „Wohin laufen meine Gedanken?“) 1967 gewann sie den Wettbewerb mit dem Lied Nem várok holnapig („Ich werde nicht bis morgen warten“), das von der ungarischen Band Omega begleitet wurde. Sie lebte 1968 und 1969 zeitweise in Paris und London und lernte dort zahlreiche westliche Musiker kennen. 1968 und 1969 nahm sie am Táncdalfesztivál teil, ohne einen Preis zu erhalten. 1971 gewann sie erneut den ersten Preis mit Fák, virágok, fény („Bäume, Blumen, Licht“). Sie spielte anschließend bis 1973 mit der Locomotiv GT zusammen, bevor sie sich von der Band Skorpió begleiten ließ.

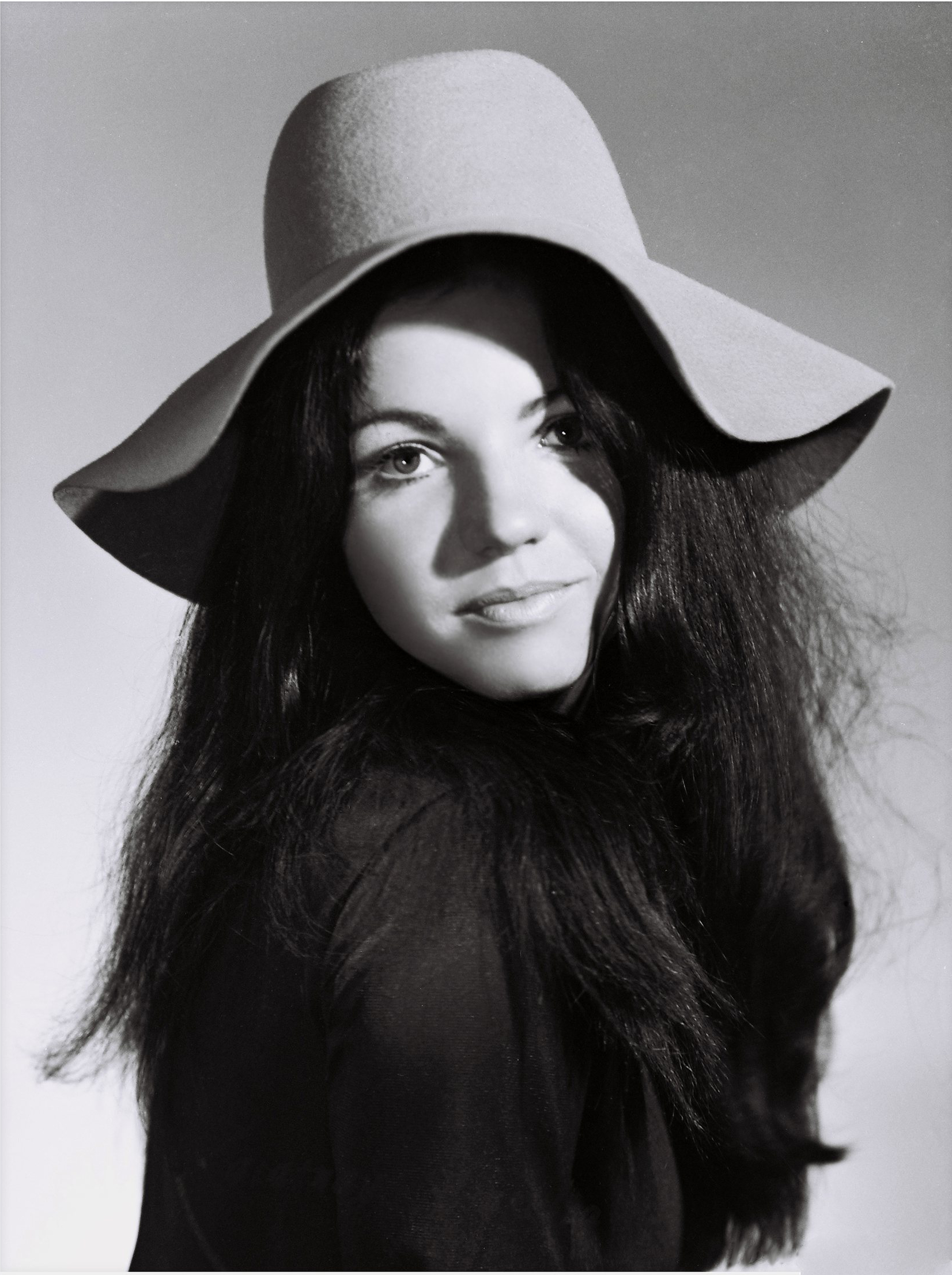
Sarolta Zalatnay

Zalatnay spielte in zahlreichen ungarischen Filmen mit, etwa eine Hauptrolle in Fuss, hogy utolérjenek. 1971 trat sie im Musical-Film Szép lányok, ne sírjatok auf, 1976 im Musikfilm A kenguru. 1977 gewann sie im Gesangswettbewerb Metronóm als Frauentrio Zalatnay Sarolta és a Tinik in der Kategorie „Bands“ wiederum einen ersten Preis. 1978 erschien als einzige Veröffentlichung Zalatnays im deutschen Sprachraum das Album Sarolta Zalatnay in der DDR. Es enthält englischsprachige Lieder, vor allem Coverversionen, darunter Move Over von Janis Joplin.
Zalatnay spielte mit zahlreichen bekannten Musikern zusammen, unter anderem den Bee Gees, Eric Clapton, den Beach Boys und Lionel Richie.
Neben ihren Tätigkeiten als Sängerin und Schauspielerin schrieb sie elf Bücher, darunter 1985 die Autobiografie Nem vagyok én apáca („Ich bin keine Nonne“). Sie verkaufte über eine Million Exemplare und zählt damit zu den kommerziell erfolgreichsten in ungarischen Buchbestsellerlisten.
1974 heiratete sie Sándor Révész, den Sänger der ungarischen Band Piramis. Später wurde die Ehe geschieden, und sie heiratete 1987 László Benedek. 1989 kam ihre Tochter Nikolett Benedek, genannt Nixi, zur Welt. 1991 wurde sie Mitglied im Vorstand der Boldogság Párt (etwa: „Glückspartei“). 1995 wurde sie Vorsitzende des Magyar Állatvédő és Természetbarát Szövetségnek (Ungarischer Tier- und Naturschutzbund). Ihr dritter Ehemann war ab 1995 der Pornofilmregisseur Csaba Márton. 2001 ließ sie sich für den Playboy fotografieren, der daraufhin in Ungarn eine Rekordauflage erreichte. Ihr Mann drängte sie zur Gründung des ungarischen Fernsehkanals CiNN TV, der in finanzielle Schwierigkeiten geriet. 2004 wurde Sarolta Zalatnay wegen Steuerbetrugs zu einer Freiheitsstrafe von drei Jahren verurteilt, die Ehe wurde geschieden. Zalatnay wurde 2006 zur Bewährung entlassen. Seither gibt sie wieder Konzerte. 2009 veröffentlichte sie ihre zweite Autobiografie, Magadat vállalni kell („Du musst dich selbst annehmen“), und ein gleichnamiges Album.

## Diskografie

### Alben
- 1970: Ha fiú lehetnék (Qualiton)
- 1971: Zalatnay (Pepita)
- 1972: Álmodj velem (mit Locomotiv GT, Pepita)
- 1973: Sarolta Zalatnay (Supraphon, 1978 auch bei Amiga)
- 1973: Hadd mondjam el (Pepita)
- 1975: Szeretettel (Pepita)
- 1976: Színes trikó, kopott farmer (Pepita)
- 1978: Minden szó egy dal (Pepita)
- 1980: Tükörkép (Pepita)
- 1985: Nem vagyok én apáca (Favorit)
- 1988: Privát levél (Ring)
- 1989: Ave Maria (Graf)
- 1995: Mindig kell egy barát (Warner-Magneoton)
- 1998: Fák, virágok, fény (Move Me)
- 2003: Visszajöttem
- 2006: Best of Cini
- 2009: Magadat vállalni kell (Delhusa)

### Singles
- 1964: Sweet William / Zuhogj eső / There's Part When Goin' On[4] / Megszoktad már (EP, mit Bergendy)
- 1965: Sweetheart / Magyar táncok (Bergendy instrumental) / Datemi un martello / Tavaszi hangok (Bergendy instr.) (EP, mit Bergendy)
- 1965: Viva la pappa col pomodoro / Let Kiss (Bergendy instr.) / Scrivi / Tango Bolero (Bergendy instr.) (EP, mit Bergendy)
- 1966: Message Understood / Too Bad You Don't Want Me
- 1966: Végre, hogy tavasz van (A-Seite, B-Seite von Zsuzsa Mátray)
- 1967: Csöpp bánat / Sohse bánd (von Bergendy)
- 1967: Táncdalfesztivál 1967 mit Nem várok holnapig (B-Seite, A-Seite von Kis Bután, Pepita)
- 1967: Átölelsz Még (B-Seite, A-Seite von Zsuzsa Koncz)
- 1968: Ó, ha milliomos lennék / Az ablakom a mennyországra néz (Qualiton)
- 1968: Tölcsért csinálok a kezemből / Hordár (Qualiton)
- 1968: Slágerkupa mit Megmonták Előre / Bolond Vagy (Qualiton)
- 1968: Zsákba dugom a bánatom / Feldobott kő (Qualiton)
- 1968: Open Your Hands / L.O.V.E. (Qualiton)
- 1969: Change of Heart / I Am a Woman (Qualiton)
- 1969: MRT-Táncdalfesztivál 1969 mit Vén tükör (A-Seite, B-Seite Péter Miklósi, Pepita)
- 1969: Betonfej / Oszkár (Qualiton)
- 1970: Jöjj napsugár / Lányok. ne sírjatok (mit Bergendy, Qualiton)
- 1971: Táncdalfesztivál 1971 mit Fák, viragók, fény / Sziklaöklű Joe (Pepita)
- 1972: Miért mentél el / Fekete árnyék (mit Locomotiv GT, Pepita)
- 1972: Patron dal / Rep-CO2 Song / Rep-CO2 Lied (EP)
- 1977: Tölcsért csinálok a kezemből / Nem vagyok én apáca (Pepita)
- 1978: Úgy elfelejteném / Ne hagyj egyedül
- 1982: Szappanbuborék / Boldag Idők (Qualiton)
- 1984: Little Bird / Midnight (mit Ray Philips, Favorit)

## Filmografie (Auswahl)
- 1967: Nem várok holnapig
- 1967: Ezek a fiatolok
- 1970: Szép léanyok, ne sírjatok (Fernsehfilm)
- 1971: Szép lányok, ne sírjatok (Musical-Film)
- 1972: Laufe, damit man dich erwischt! (Fuss, hogy utolérjenek!)
- 1976: A kenguru (Musikfilm)
- 1999: Ez volt a divat, ez lett a divat (Fernseh-Dokumentarfilm)
- 2009: Holnap történt
- Fényes Szabolcs: Volt egyszer egy zeneszerző (Fernsehfilm)
- Jani 65 (Fernsehfilm)
- Kedver közönség (Fernsehfilm)
- Ugye, hogy nem felejtesz el? (Fernsehfilm)

## Schauspiel
- A bestia. Rockoper, Theater Benkő Gyula Színház in Budapest

## Literarische Werke (Auswahl)
- 1985: Nem vagyok én apaca (Autobiografie)
- 1987: Ezt sem a zárdában írtam
- 1988: Ciccolina a ‚szexciklon‘
- 1989: Ők sem szerzetesek. Jacsa-Konyvek, ISBN 963-02-7524-4
- 1990: Bocsásd meg a mi vétkeinket
- A 100 millió igaz története
- Vörös ágyasok
- 2006: Zalatnay Cini, a mamám (zusammen mit Nixi Benedek)
- 2007: Született vesztesek. Uj
- 2009: Magadat vállalni kell (Autobiografie). Uj, ISBN 978-963-06-8489-7